# That’s How I Got to Memphis
That’s How I Got to Memphis (englisch für So bin ich nach Memphis gekommen) ist ein Lied des US-amerikanischen Singer-Songwriters Tom T. Hall, das von ihm erstmals 1969 auf seinem Album Ballad Of Forty Dollars And His Other Great Songs erschien.

## Inhalt
In dem Lied berichtet der Protagonist, dass ihn die Liebe nach Memphis verschlagen hat, nachdem seine Lebensgefährtin verschwunden ist. Er berichtet einem Freund, dass er sie suchen und herausfinden müsse, in welchen Schwierigkeiten sie steckt (I know if you'd seen her you'd tell me 'cause you are my friend. I've got to find her and find out the trouble she's in). Er vermutet sie in Memphis, nachdem sie ihm mal davon berichtet hat, dass sie eines Tages nach Memphis zurückkehren müsse (She used to say that she'd come back to Memphis someday). Er muss sie finden, um ihr zu sagen, wie sehr er sie liebt und weil er keine Ruhe findet, bis er weiß, warum sie gegangen ist (I've got to find her and tell her that I love her so. I'll never rest 'til I find out why she had to go).

## Coverversionen
Das Lied wurde von zahlreichen Künstlern gecovert. Die Plattform cover.info verzeichnete im Januar 2023 23 Versionen des Liedes, auf secondhandsongs.com waren 56 Versionen verzeichnet. Einer der Ersten war Bill Haley, der das Lied im selben Jahr auf Single herausbrachte. Die erfolgreichste Version veröffentlichte Bobby Bare, die sich 1970 über 16 Wochen in den Hot Country Charts hielt und mit dem dritten Platz ihre beste Position erzielte. Später folgten unter anderem Rosanne Cash und Deryl Dodd. Ferner wurde das Lied in der Version von Jeff Daniels für die Fernsehserie The Newsroom aufgenommen.